# Введенский собор Толгского монастыря
Собор Введения во храм Пресвятой Богородицы — православный храм в Толгском женском монастыре в Ярославле. Памятник Ярославской школы зодчества XVII века.

## История
По преданию, деревянная церковь на месте собора была построена 8 августа 1314 года ярославцами, пришедшими на место обретения Толгской иконы Божьей Матери, и в тот же день освящена архиепископом Прохором во имя Введения во храм Богородицы.
Каменный храм был выстроен игуменом Феодосием на средства, подаренные в 1553 году Иваном Грозным. Впервые готовый храм упоминается в писцовой книге 1627—1629 годов с приделами Николы Чудотворца и Дмитрия Солунского.

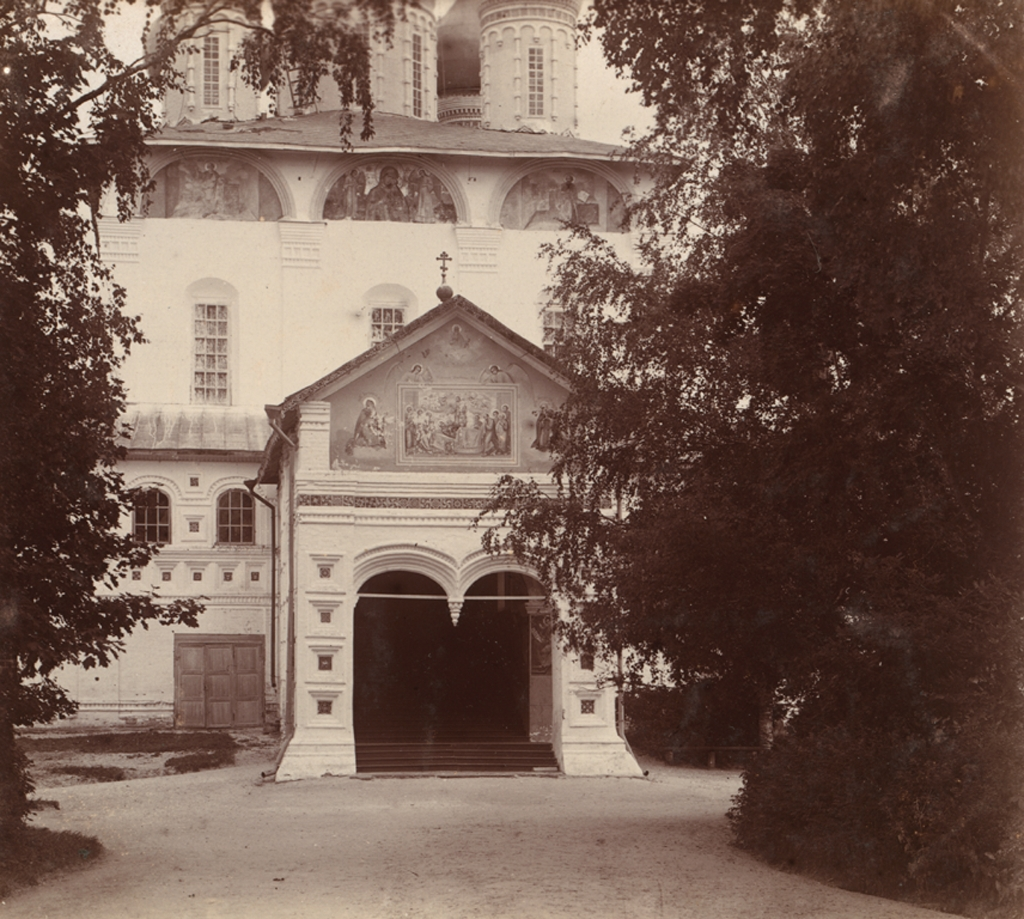
Собор в 1910 г.

В 1681 году игумен Гордиан получил благословение митрополита Ростовского Ионы Сысоевича на разборку храма и строительство на его месте нового на средства ярославских купцов Сверчковых. По 50 рублей были пожертвованы царём Феодором Алексеевичем и его братьями Иваном и Петром и сестрой Софьей, первым на строительство, другими на роспись собора. Василий Федорович Жировой-Засекин пожертвовал средства на роспись приделов в честь своих предков, чудотворцев Фёдора, Давида и Константина. Строительство было завершено в 1683 году, а в 1690 (основной объём) и 1691 (алтарь, галереи, придел и крыльцо) храм был расписан артелью из 26 ярославских и костромских мастеров. Возможно, на создание оригинальной программы росписей оказал влияние посетивший монастырь в 1681 году патриарх Никон.
В 1839—1840 был поставлен новый иконостас и обновлены росписи, переложен чугунный пол.
В 1928 году храм был закрыт советскими властями. В 1930-х годах в закрытом монастыре разместили Волгострой и в 1932 году в соборе установили действующую модель Рыбинского гидроузла для испытаний. С 1950 года собор использовали под склад, в результате в 1960-х храм пришёл в аварийное состояние. В 1968 году специалисты «Ярреставрации» начали ремонт кровли, научная реставрация была продолжена в 1982—1984 годах.

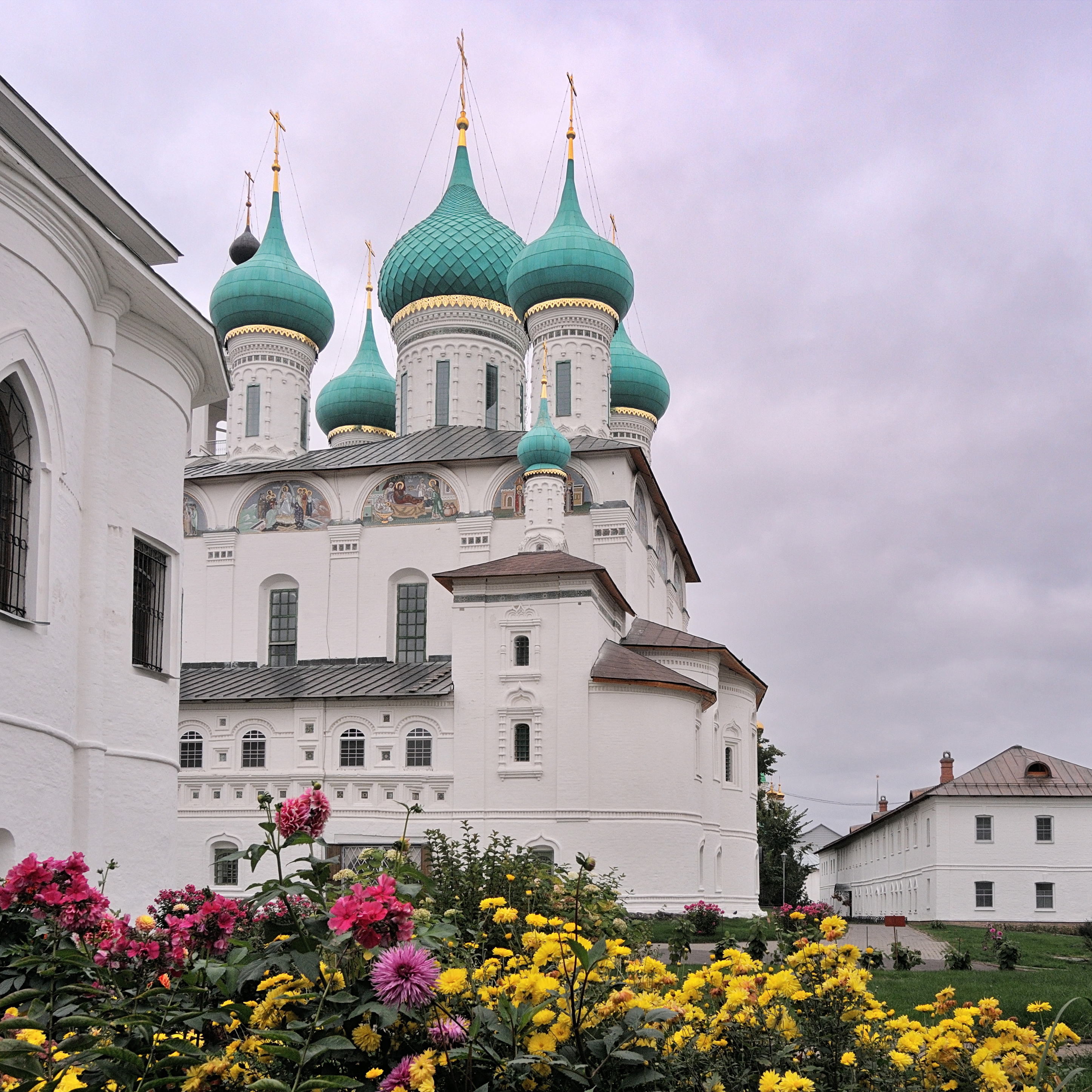
Вид с юго-востока

## Описание
Кирпичный четырёхстолпный трехапсидный с 5-ю световыми главами храм окружён тремя двухъярусными галереями, перекрытыми сводами, на высоком подклете, предназначавшемся под усыпальницу, с большим нарядным крыльцом. Мозаики на внешних стенах собора выполнены в 2008 году под руководством Андрея Маркина.
Рядом находится четырёхъярусная прямоугольная в плане звонница, построенная на средства князя Н. Я. Львова в 1683—1685 годах. В 1825—1826 звонница была перестроена в колокольню по проекту архитектора Петра Панькова.

## Настенная живопись

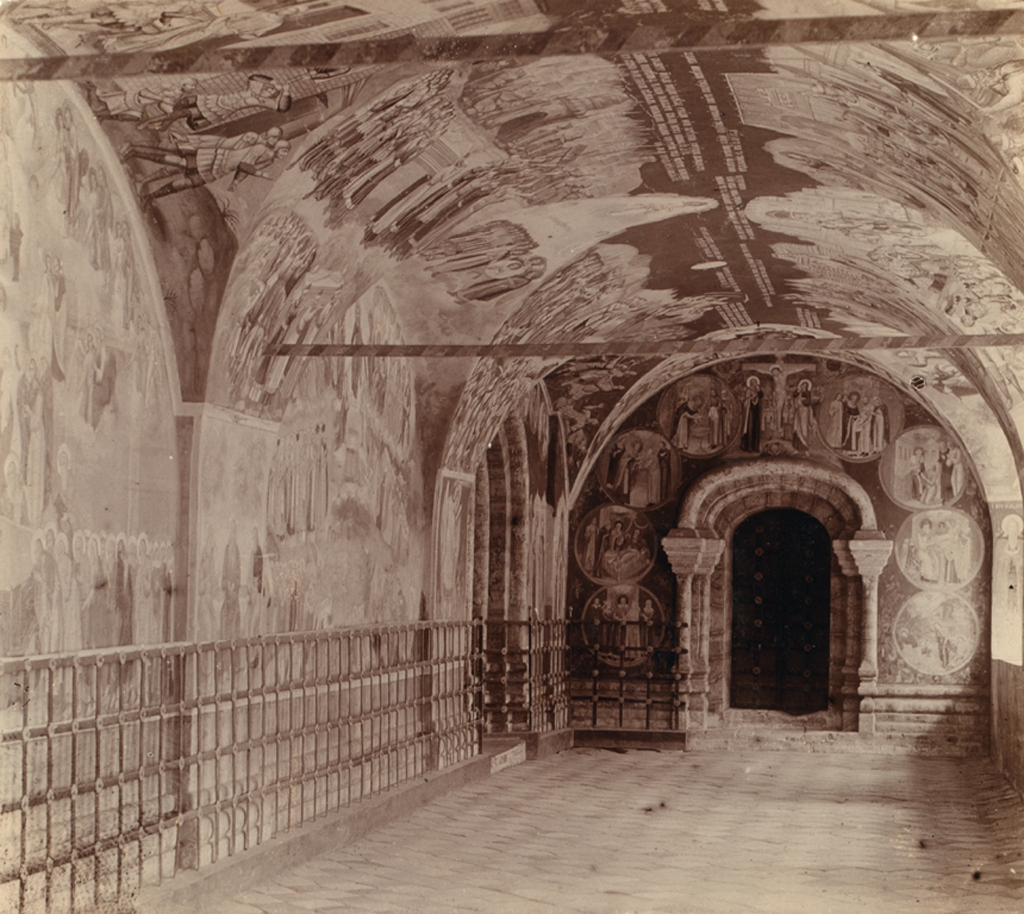
Галерея собора в 1910 г.

Выполнена Дмитрием Семёновым, Фёдором Фёдоровым, Василием Осиповым и Василием Фёдоровым, вместе с другими мастерами и подмастерьями, оставившими свои имена на росписи в откосе западной стены храма. Оригинальная программа росписей, возможно разработанная Фёдором Фёдоровым совместно с игуменом Гордианом под влиянием патриарха Никона имела сюжеты, посвящённые Толгской иконе Божьей Матери, а на столпах были помещены сюжеты из Деяний Апостолов. Семиярусная роспись иллюстрирует (сверху вниз) жизнь Христа и притчи (ярусы 1-3); заповеди блаженства и молитвы «Отче наш» и «Символ веры» (ярус 4); страсти Христовы (ярус 5), и историю Толгского монастыря (ярусы 6-7). Композиции и сюжеты росписей были выполнены на основе переработанных иллюстраций «Лицевой библи» («Theatrum biblicum», 1650) Николаса Иоанниса Пискатора.

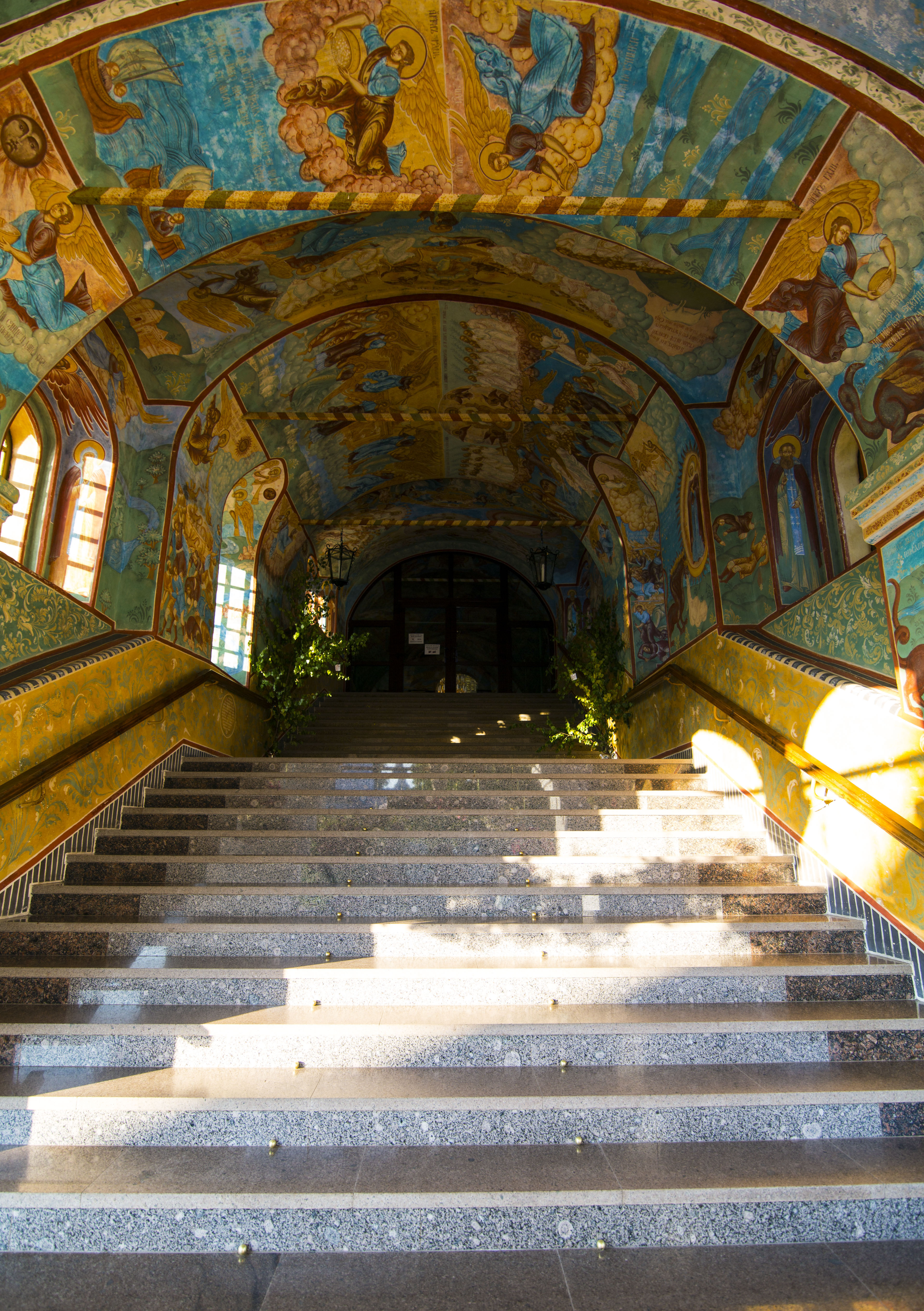
Вход в собор

Росписи поновлялись в 1839—1840 годах с сохранением изначального рисунка, но при этом они были полностью записаны клеевыми красками в стилистике позднего классицизма, с кардинальной сменой колористики, что надолго вывело росписи из поля зрения специалистов. Следующие поновления были произведены в 1870-м и, в приделах, в 1912 году, в последнем случае под наблюдением Императорской Археологической комиссии. Историк искусства И. Э. Грабарь при последнем поновлении росписей произвёл их исследование.
В 1998 году под руководством художника-реставратора Е. Б. Черняева началась реставрация росписей собора с сохранением сохранившихся поновлений XIX века, при этом следствием сильной влажности в соборе стало частичное вскрытие росписей от записей XIX века. Фактически, для того чтобы защитить росписи от очередного поновления монашками, которые установили в соборе новый иконостас, закрыли столпы резными золочеными киотами и пр., и которых не устраивал результат научной реставрации росписей, но требовалось получить роспись как главный элемент декорации собора, Черняеву пришлось пойти на частичную реконструкцию росписей в манере и колористике XVII века. Была произведена иконографическая реконструкция письма по авторским графьям и реконструкция цветового решения с опорой на аналогичные ярославско-костромские памятники конца XVII века.

## Галерея

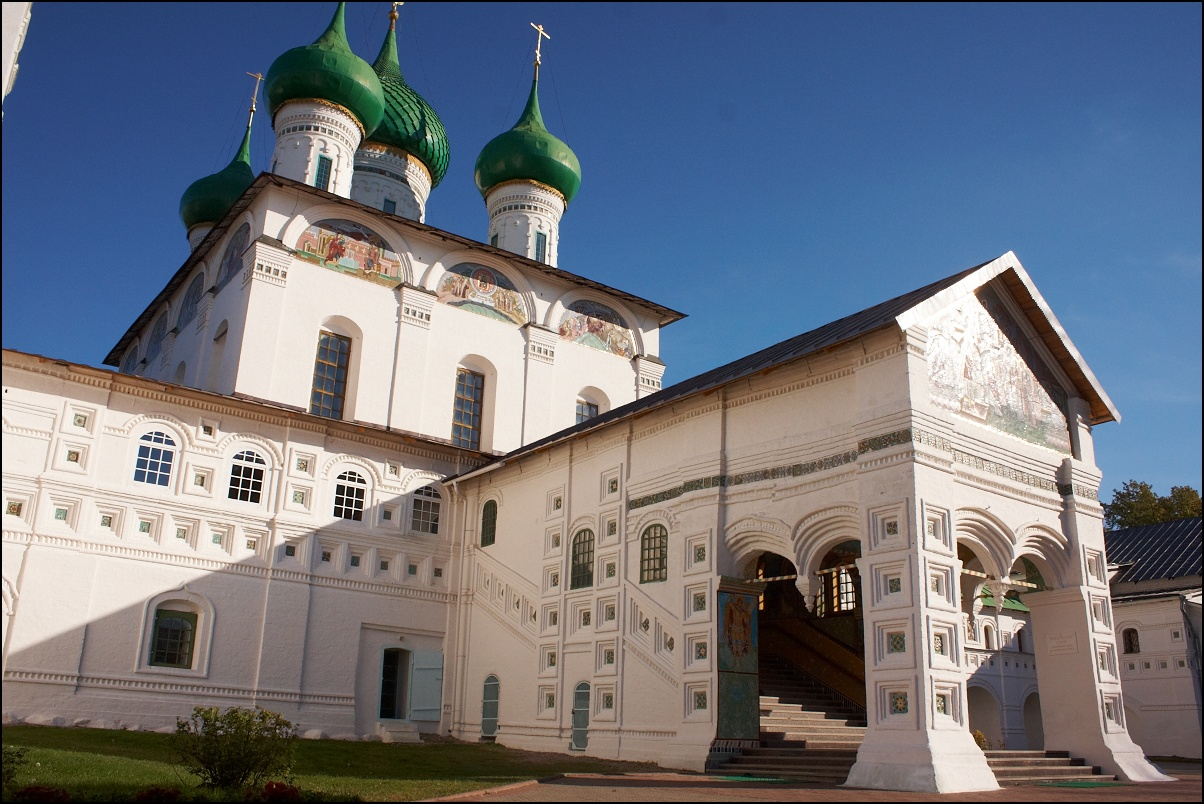
Вид с запада
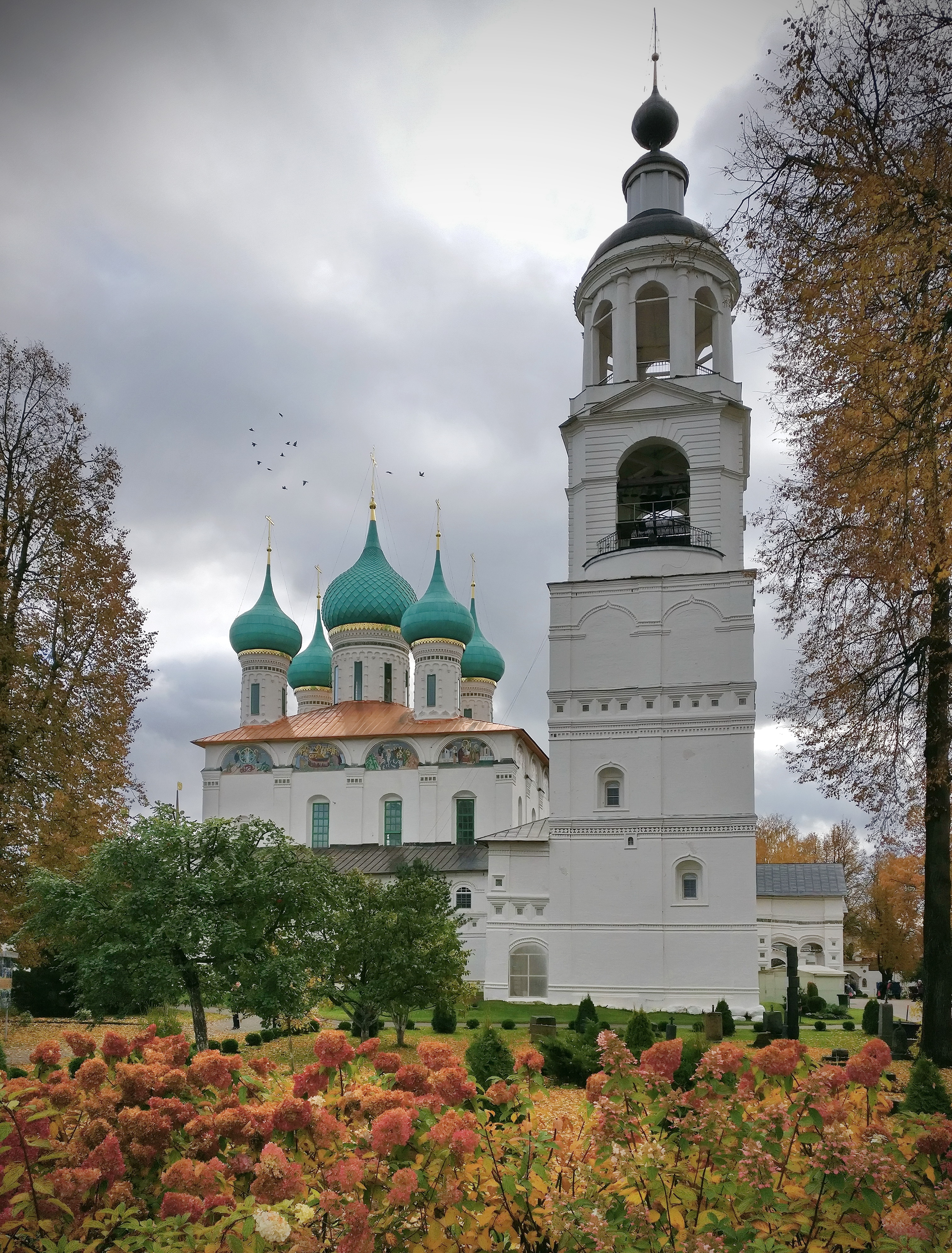
Вид с северо-запада
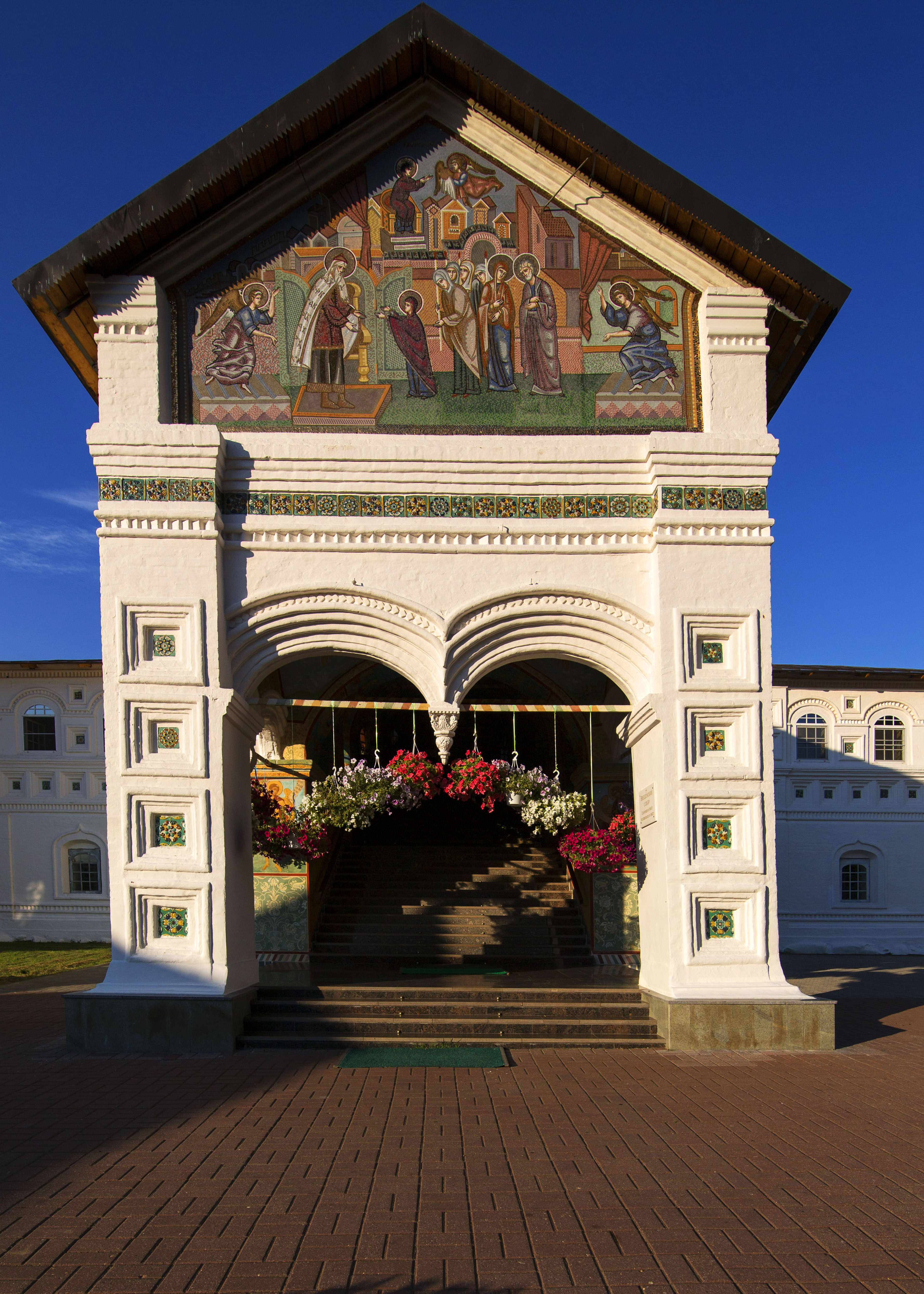
Крыльцо собора
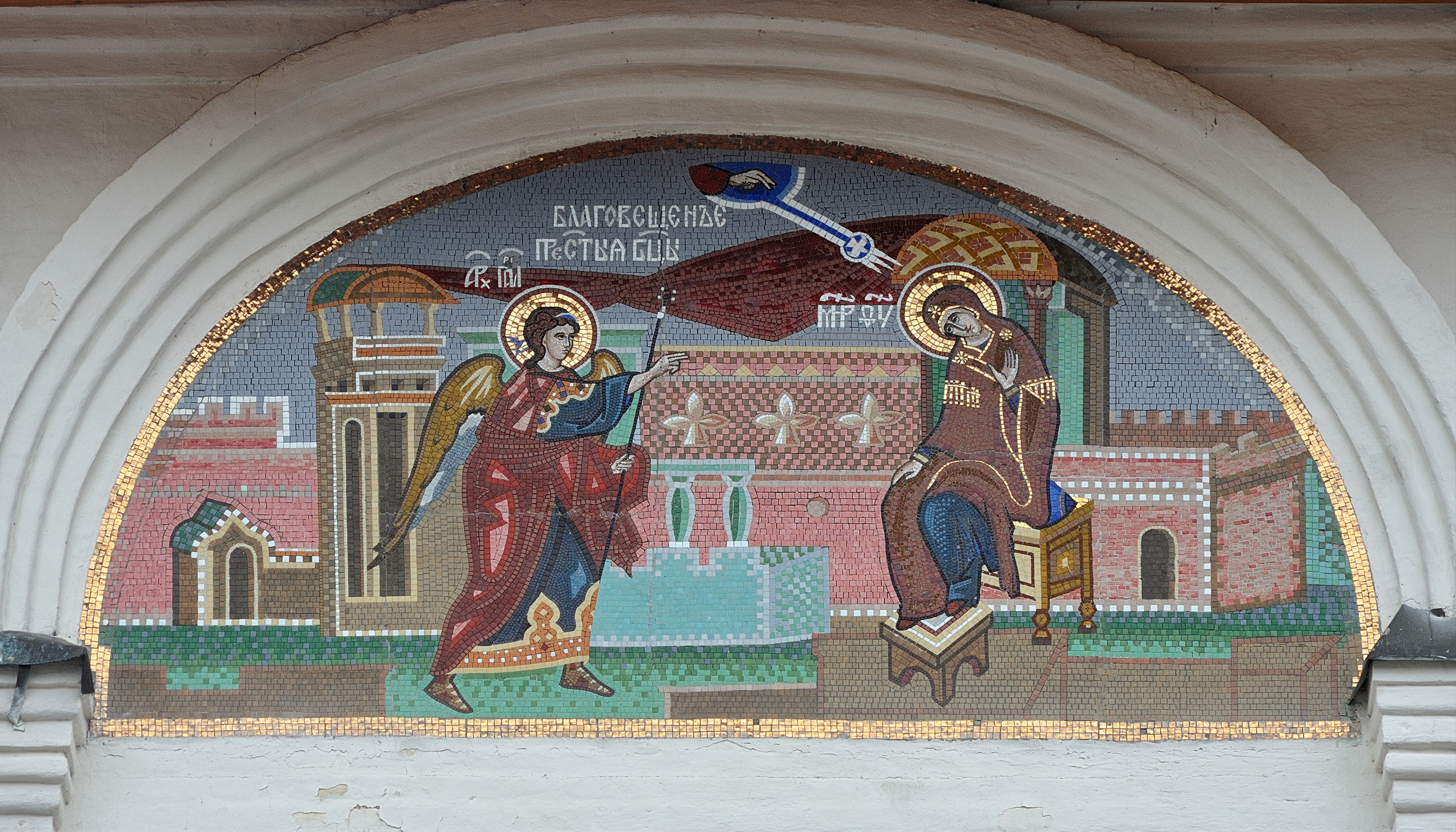
Фрагмент мозаики на фасаде